# Gare d'Unuma
La gare d'Unuma (鵜沼駅, Unuma-eki) est une gare ferroviaire de la ville de Kakamigahara, dans la préfecture de Gifu au Japon. Elle est exploitée par la compagnie JR Central.

## Situation ferroviaire
La gare d'Unuma est située au point kilométrique (PK) 17,3 de la ligne principale Takayama.

## Historique
La gare d'Unuma a été inaugurée le 12 novembre 1921.

## Service des voyageurs

### Accueil
La gare dispose d'un bâtiment voyageurs, avec guichets, ouvert tous les jours.

### Desserte
- Ligne principale Takayama :
  - voies 1 et 3 : direction Mino-Ōta et Takayama
  - voies 2 et 3 : direction Gifu et Nagoya

### Intermodalité
Une passerelle permet la correspondance avec la gare de Shin-Unuma de la compagnie Meitetsu.